# يوهانس غوتفريد هولير
يوهانس غوتفريد هولير (بالألمانية: Hans Gottfried Hallier)‏ (و. 1868 – 1932 م) هو عالم نبات من ألمانيا . ولد في يينا .
توفي في أوخستخيست ، عن عمر يناهز 64 عاماً.